# Cyclocephala occipitalis
Cyclocephala occipitalis är en skalbaggsart som beskrevs av Leon Fairmaire 1892. Cyclocephala occipitalis ingår i släktet Cyclocephala och familjen Dynastidae. Inga underarter finns listade i Catalogue of Life.